# Пенелопа андійська
Пенелопа андійська (Penelope montagnii) — вид куроподібних птахів родини краксових (Cracidae).

## Поширення
Цей птах зустрічається у високогірних районах (1500 м над рівнем моря і вище) Анд від Венесуели і Колумбії через Еквадор і Перу на південь до Болівії і, можливо, південного заходу Аргентина.

## Опис
Це великий птах завдовжки 40-58 см, вагою 500—840 г. Довготілий птах з тонкою шиєю і маленькою головою, і схожий за формою на індика, але є більш тонким і елегантним. Оперення в цілому коричневе з білою окантовкою на пір'ї голови, шиї і грудей.

## Спосіб життя
Він є мешканцем тропічного лісу. Спостереження цього птаха часто пов'язані з міграціями мандрівних мурашок, яких він зазвичай переслідує. Гніздо будується на дереві у кожен сезон спарювання. У гнізді одне яйце.